# Umbro
UMBRO er et engelsk brand indenfor beklædning, sko og udstyr til fodbold. Grundlagt i 1920 i Wilmslow (England) som Humphrey Brothers Clothing. Skiftede i 1924 navn til UMBRO – en sammentrækning af det tidligere navn, Humphrey Brothers.
UMBRO er bl.a. tøjsponsor for Esbjerg fB, Boldklubben Skjold og B 1913.
Den 23. oktober 2007 blev det annonceret, at Umbro har accepteret at blive opkøbt af Nike for £285 mio. (omkring 3 mia. kr.).